# Ghost Dog : La Voie du samouraï
Pour plus de détails, voir Fiche technique et Distribution.
Ghost Dog : La Voie du samouraï (Ghost Dog: The Way of the Samurai) est un film américain de Jim Jarmusch sorti en 1999.

## Synopsis
Dans l'État du New Jersey, plus précisément dans la ville de Jersey City, un tueur à gages afro-américain vit selon les préceptes du Hagakure, code d'honneur des samouraïs du Japon médiéval. Il vit seul, très simplement, en nourrissant ses pigeons, se faisant appeler « Ghost Dog », littéralement en français « chien fantôme » ou « chien invisible ». Son sauveur à la suite d'un incident survenu huit ans auparavant, qu'il considère comme son « Maître », fait partie de la mafia italo-américaine locale. Quand la fille du « Parrain » devient le témoin d'un des contrats de « Ghost Dog », celui-ci semble alors bien gênant pour les mafieux qui décident de s'en débarrasser au plus vite.

## Fiche technique
- Titre original : Ghost Dog: The Way of the Samurai
- Réalisation : Jim Jarmusch
- Scenario : Jim Jarmusch
- Directeur de la photographie : Robby Müller
- Producteur : Richard Guay et Jim Jarmusch
- Montage : Jay Rabinowitz (en)
- Musique: RZA
- Décors : Ted Berner
- Costumes : John A. Dunn
- Société de distribution : Bac Films (France)
- Budget : 2 000 000 $[1]
- Langue : anglais, français
- Durée: 116 minutes
- Dates de sortie :
  - France : 19 mai 1999 lors du Festival de Cannes
  - France : 6 octobre 1999
  - Suisse : 13 octobre 1999
  - Belgique : 27 octobre 1999
  - États-Unis : 3 mars 2000

## Distribution

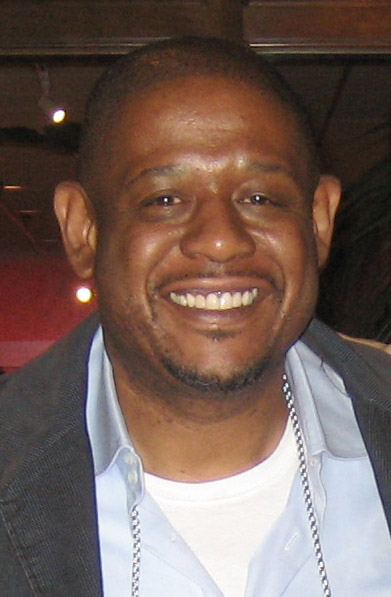
Forest Whitaker.

- Forest Whitaker (VF : Jean-Yves Berteloot) : Ghost Dog
- John Tormey (VF : Jean Lescot) : Louie
- Cliff Gorman (VF : Jean-Yves Chatelais) : Sonny Valerio
- Tricia Vessey[2] (VF : Clotilde Morgiève) : Louise Vargo
- Henry Silva (VF : Jean Dautremay) : Ray Vargo
- Richard Portnow (VF : Hervé Furic) : Frank
- Isaach de Bankolé : Raymond le glacier
- Camille Winbush : Pearline
- Damon Whitaker : Ghost Dog jeune
- Gary Farmer : Le Cayuga
- Frank Minucci (de) : Big Angie
- Frank Adonis (VF : Dominik Bernard) : garde du corps de Valerio
- Victor Argo (VF : Jo Doumerg) : Vinny
- Tony Rigo : Tony
- Alfred Nittoli : Al
- RZA : passant en tenue de camouflage

## Bande originale musicale du film
Deux versions différentes sont sorties, l'une aux États-Unis, l'autre au Japon : la version américaine est un album inspiré du film tandis que la japonaise se focalise sur la musique instrumentale du film.

### Version sortie aux États-Unis
Ghost Dog - The Way of the Samurai est l'album constituant la bande originale inspirée du film produite, mixée, et arrangée par RZA et sortie le 11 avril 1999 aux États-Unis. RZA a également fait appel à Wu-Tang Clan, Killah Priest et Flavor Flav pour l'écriture de la musique inspirée du film.

#### Liste des titres
1. Samurai Code Quote (15 s) – Forest Whitaker
2. Strange Eyes (5 min 04 s) – Sunz of Man/12 O'Clock/Blue Raspberry (en)
3. 4 Sho Sho (4 min 43 s) – Northstar (en)/RZA/Blue Raspberry
4. Zip Code (3 min 07 s) – Black Knights
5. Samurai Code Quote (17 s) – Forest Whitaker
6. Cakes (5 min 00 s) – Kool G Rap (avec RZA)
7. Samurai Code Quote (18 s) – Forest Whitaker
8. Don't Test/Wu Stallion(5 min 18 s) – Suga Bang Bang
9. Walking Through the Darkness (5 min 17 s) – Tekitha
10. The Man (4 min 13 s) – Masta Killa/Superb
11. Samurai Code Quote (14 s) – Forest Whitaker
12. Walk The Dogs (4 min 04 s) – Royal Fam/La the Darkman
13. Stay With Me (3 min 23 s) – Melodie/12 O'Clock
14. East New York Stamp (2 min 04 s) – Jeru the Damaja et Afu-Ra
15. Samurai Code Quote (32 s) – Forest Whitaker
16. Fast Shadow (3 min 02 s) – Wu-Tang Clan
17. Samurai Code Quote (20 s) – Forest Whitaker
18. Samurai Showdown (3 min 59 s) – RZA
19. Samurai Code Final Quote (34 s) – Forest Whitaker

### Version japonaise
Cette version se focalise sur la partie instrumentale du film et contient des morceaux inédits qui n'apparaissent pas dans la version sortie aux États-Unis. Elle contient aussi des morceaux du Wu-Tang Clan et de RZA qui n'apparaissent pas dans le film.

#### Liste des titres
1. Ghost Dog Theme (1 min 39 s) - avec la participation de Dogs et de EFX
2. Opening Theme ("Raise Your Sword") (3 min 23 s) [Instrumentale]
3. Flying Birds (1 min 13 s)
4. Samurai Theme (1 min 19 s)
5. Gangsters Theme (1 min 06 s)
6. Dead Birds (49 s)
7. Fast Shadow [Version 1] (1 min 25 s) – avec la participation du Wu-Tang Clan
8. RZA #7 (1 min 48 s)
9. Funky Theme (2 min 31 s)
10. RZA's Theme (2 min 31 s)
11. Samurai Showdown ("Raise Your Sword") (3 min 58 s) – avec la participation de RZA
12. Ghost Dog Theme II (1 min 17 s)
13. Fast Shadow (version 2) (2 min 47 s) – avec la participation du Wu-Tang Clan
14. Untitled #8 (2 min 01 s) – Non utilisé dans le film
15. Untitled #12 (2 min 46 s) - Jazz (non utilisé dans le film)
16. Wu-World Order [Version 1] (3 min 33 s) – avec la participation du Wu-Tang Clan (non utilisé dans le film).

## Accueil
Le film a connu un succès commercial modéré, rapportant environ 9 380 000 $ au box-office mondial, dont 3 308 000 $ en Amérique du Nord, pour un budget de 2 000 000 $. En France, il a réalisé 584 787 entrées.
Il a reçu un accueil critique favorable, recueillant 82 % de critiques positives, avec une note moyenne de 7/10 et sur la base de 94 critiques collectées, sur le site agrégateur de critiques Rotten Tomatoes. Sur Metacritic, il obtient un score de 67/100 sur la base de 31 critiques collectées.
Les Cahiers du cinéma le classent au 9e rang de leur liste des meilleurs films de 1999.

## Commentaires

### Ambiguïté quant au statut de sauveur de Louie
Comme dit dans le synopsis, Ghost Dog considère Louie comme son sauveur, c'est pourquoi il le traite comme son maître, qu'il se doit de protéger à tout prix. En effet, au début du film, un flashback (retour en arrière) nous montre Ghost Dog passé à tabac par des gangsters, puis Louie arrive et en abat un. Ceci est la version de Ghost Dog. Mais la version de Louie est différente : lorsqu'il raconte cette histoire à son chef mafieux, on voit un gangster le braquer, avant d'être abattu. Louie passe alors de sauveur de Ghost Dog à sauveur de sa propre peau. L'ambiguïté n'est pas levée dans le film et met en cause la seule raison de vivre de Ghost Dog. On peut néanmoins penser que Louie dit avoir été mis en joue pour se justifier d'avoir sauvé la vie d'un Noir auprès de ses patrons racistes.

### Influence hip-hop
Toute la musique originale du film a été composée par RZA, membre du Wu Tang Clan, groupe de hip-hop américain. On peut d'ailleurs apercevoir RZA lui-même en arrière-plan dans plusieurs scènes du film. Au début de la scène du camion de glace, des rappeurs proches du collectif Wu-Tang improvisent sur le titre Ice Cream, dont le texte sert de base à la discussion de la scène qui suit.
Le meilleur ami de Ghost Dog, immigré haïtien ne parlant que le français, propose une glace au chocolat à la petite Pearline, en affirmant « même si la vanille est le parfum le plus populaire au monde, le chocolat reste le meilleur ». La chanson Ice Cream joue sur la métaphore entre les glaces aux parfums vanille, chocolat et citron et les couleurs de peau associées.

### Influence duSamouraïde Jean-Pierre Melville
Le film emprunte des références à de très nombreux films de genre (western, film noir, comédie, etc.) mais l'hommage le plus important est celui fait par Jim Jarmusch à Jean-Pierre Melville pour son film Le Samouraï de 1967. Forest Whitaker s’inspire du rôle tenu par Alain Delon dans le classique français : « En guise de préparation, j'ai regardé ce chef-d'œuvre avec Alain Delon. Grâce à lui, j'ai compris la vertu du silence. »,,. La fin fait également ouvertement un clin d’œil au samouraï, dans lequel Delon, comme Ghost Dog, porte une arme à feu non chargée dans une circonstance dont il sait qu’elle s’avérera fatale,.

## Autour du film
- Gary Farmer jouant le rôle de Nobody (Personne) dans Dead Man (autre film plus ancien de Jarmusch) prononce à un moment du film la même phrase que dans Ghost Dog : « Stupid fucking white man » (« Foutu con de Blanc »).
- Le personnage de Raymond, vendeur de glace et ami de Ghost Dog, ne parle que le français, de sorte que ses paroles sont incompréhensibles des autres personnages et réciproquement. Ses interventions ne sont d'ailleurs pas doublées, laissant le spectateur non-francophone dans la même situation que les personnages principaux du film. Pour conserver ce jeu sur la barrière de la langue dans la version doublée en français du film, Raymond parle le yoruba. Cependant, Ghost Dog répète souvent ce que Raymond dit, mais cette fois-ci en anglais.
- De nombreux extraits de dessins animés plus ou moins anciens sont utilisés dans le film, notamment Betty Boop, Woody Woodpecker, Itchy et Scratchy, Félix le Chat. Tous ont un lien avec des scènes du film : Betty Boop fait voler les oiseaux comme Ghost Dog sur les toits, des balles sont tirées dans des canalisations…

## Distinctions
- 1999 : en compétition officielle pour la Palme d'or lors du Festival de Cannes 1999
- 2000 : nommé pour le César du meilleur film étranger
- 2000 : nommé pour le Grand prix de l'Union de la critique de cinéma
- 2001 : nommé pour l'Independent Spirit Awards